# Boll
För andra betydelser, se Boll (olika betydelser).

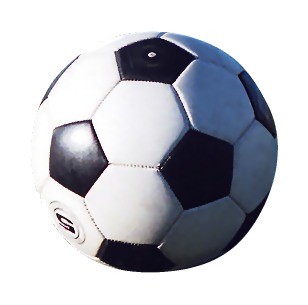
En fotboll.

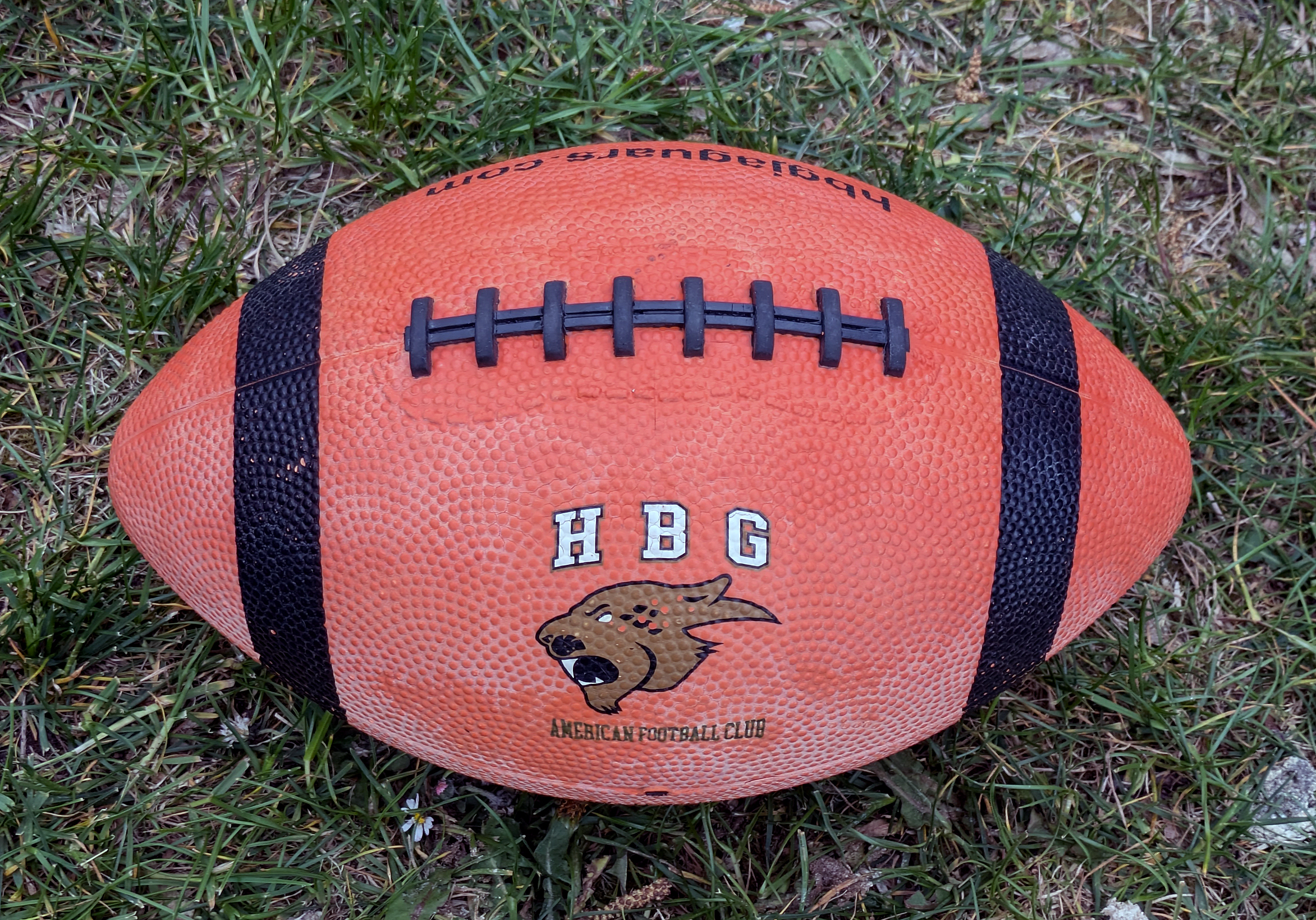
En Amerikansk fotboll.

En boll är ett, ofta klotformat, föremål som används i lekar, bollspel, bollsporter och vid viss fysisk och mental träning. Bollar finns i olika storlekar, material och hårdhet. Beroende på typ av boll och sammanhang så brukar bollen hållas, kastas, rullas, sparkas, studsas eller skjutas iväg med hjälp av redskap såsom racket, klubba, basebollträ eller biljardkö.
Exempel på bollar som inte är klotformade är fjäderbollen som är försedd med en konstgjord fjäder och den amerikanska fotbollen som är rotationsellipsoidformad.
Begreppet "boll" förekommer även i sammansättningar för någonting som mer eller mindre är klotformat, exempelvis chokladboll, tvättboll och hårboll.